# Heterosentis thapari
Heterosentis thapari is een soort haakworm uit het geslacht Heterosentis. De worm behoort tot de familie Arhythmacanthidae. Heterosentis thapari werd in 1979 beschreven door V. Gupta & S. Fatma .